# Cuscuta planiflora
Cuscuta planiflora ist eine Pflanzenart aus der Gattung Seide (Cuscuta) in der Familie der Windengewächse (Convolvulaceae). Wie alle Arten dieser Gattung ist sie ein Parasit.

## Beschreibung

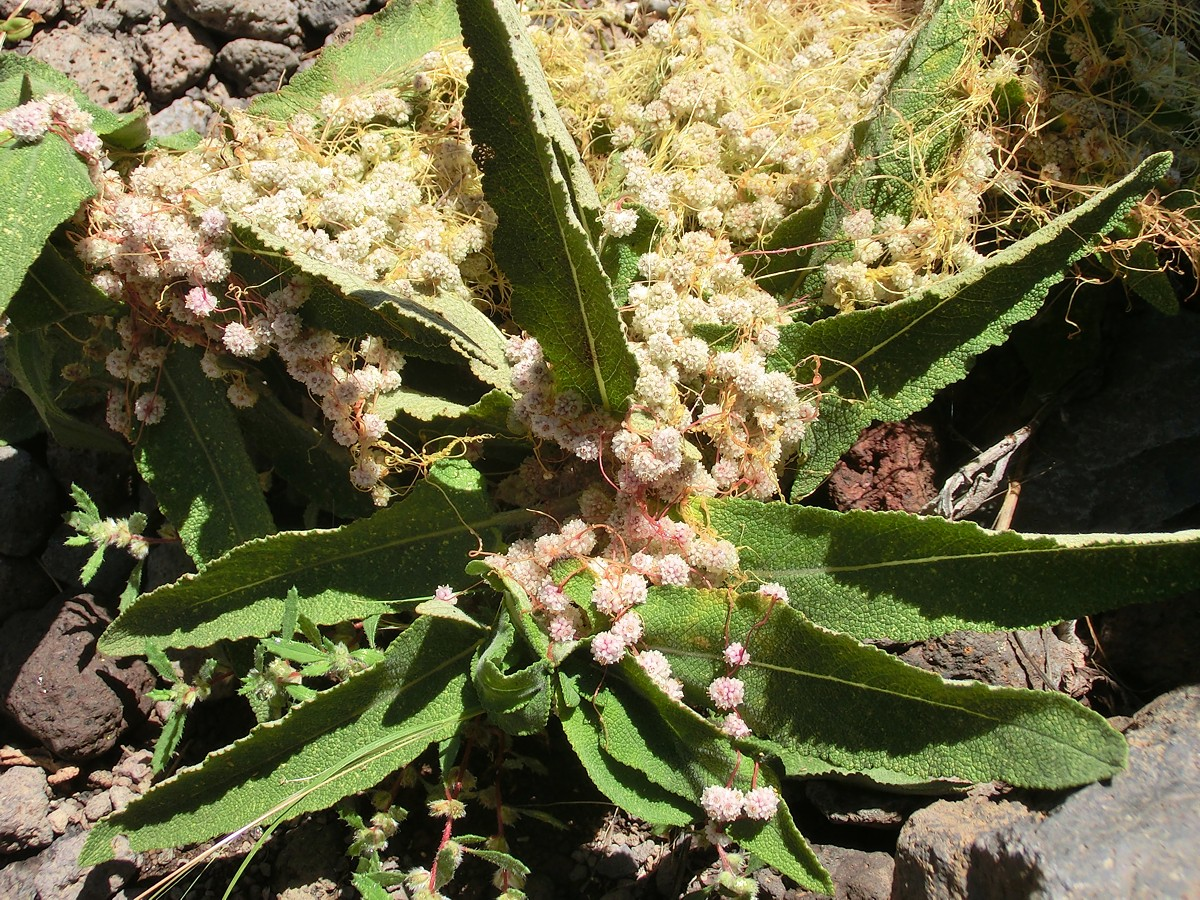
Habitus und Blütenstände

### Vegetative Merkmale
Cuscuta planiflora besitzt dünne und stark verzweigte Stängel.

### Generative Merkmale
Die Blüten befinden sich in kugelförmigen, kompakten Knäueln mit einem Durchmesser von 5 bis 6 Millimetern. Die Blüten sind etwa 1,5 bis 2,5 Millimeter groß und fünfzählig. Der Kelch ist weiß oder selten rosa gefärbt, so lang wie die Kronröhre und tief gespalten. Die Kelchzipfel sind länger als die Kelchröhre und deutlich geschwollen, so dass sie im Querschnitt fast halbkreisförmig sind. Sie sind länglich oder seltener auch eiförmig. Die Krone ist weiß gefärbt, die Kronzipfel sind abstehend, spitz, oft mit Kapuzenspitze, und in etwa so lang wie die glockenförmige Kronröhre. Die Staubbeutel ragen über die Krone hinaus. Die Schuppen am Grund der Krone sind länglich, reichen meist bis an die Staubfäden und sind kurz befranst. Die Griffel sind einschließlich der Narbe in etwa so lang wie der Fruchtknoten.
Die eingedrückt-kugelförmige Kapselfrucht ist von den Resten der Krone umhüllt. Die Samen sind kürzer als 1 Millimeter.

### Chromosomensatz
Die Chromosomenzahl beträgt 2n = 14, 26, 28 oder 34.

## Ökologie
Cuscuta planiflora parasitiert auf Zwergsträuchern und einjährigen Pflanzen.

## Systematik
Die Erstbeschreibung von Cuscuta planiflora erfolgte durch Michele Tenore in Flora Napolitana: ossia, Descrizione delle piante indigene del regno di Napoli, e delle piu rare specie di piante esotiche coltivate ne' Giardini ... Napoli: Nella Stamperia reale, 3, 1824–1829, Seite 250.
T. G. Yuncker,  1932 wurden folgende Varietäten können unterschieden, spätere Autoren folgen dem nicht:
- Cuscuta planiflora var. algeriana Yunck.: Sie kommt in Spanien, Algerien und Marokko vor.[3]
- Cuscuta planiflora var. ambigua (Trab.) Yunck.: Sie kommt nur in Marokko vor.[3]
- Cuscuta planiflora var. globularis Balf. f.: Dieser Endemit kommt auf Sokotra vor.[3]
- Cuscuta planiflora var. globularis Balf. f.: Sie kommt in Frankreich, Griechenland und auf Sizilien vor.[3]
- Cuscuta planiflora var. holstii Baker & Rendle: Sie kommt von Äthiopien bis Tansania vor.[3]
- Cuscuta planiflora var. madagascariensis (Yunck.) Verdc.: Sie kommt von Kenia bis Südafrika und auf Madagaskar vor.[3]
- Cuscuta planiflora var. papillosa Engelm.: Sie kommt in Marokko, Algerien, Tunesien und im Iran vor.[3] Die Chromosomenzahl beträgt 2n = 34.[1]
- Cuscuta planiflora Ten. var. planiflora: Sie ist in Makaronesien, Madagaskar, Eritrea bis Südafrika und reicht vom Mittelmeerraum bis ins nordwestliche Indien verbreitet.[3]
- Cuscuta planiflora var. sicula (Tineo ex Engelm.) Trab. ex Yunck.: Sie kommt vom Mittelmeerraum bis zum Iran vor.[3] Die Chromosomenzahl beträgt 2n = 28.[1]